# 周興嗣
周興嗣（469年—521年），字思纂，陳郡項縣（今河南沈丘），南梁武帝时官员。

## 生平
周兴嗣是西汉太子太傅周堪的后裔，高祖周凝是西晋征西府参军、宜都郡太守，家族世居姑孰（今安徽当涂）。周興嗣十三歲至建康（今南京）遊學，梁武帝時，周興嗣上奏《休平賦》，受到重視，官朝散騎侍郎。
武帝十二年（513年），官至給事中，常年患有風疽，又染癧疾，梁武帝撫摸著他的手，感嘆道：「斯人也，而有斯疾也！」任昉愛其才，常說：「周興嗣若無疾，旬日當至御史中丞。」武帝十四年（515年），擔任臨川郡丞。十七年又官給事中。普通二年（521年），病故。著有《皇帝實錄》、《皇德記》、《起居注》、《職儀》等百餘卷，又以「王羲之帖字」一千字編著有《千字文》。史载周興嗣一夜之間編成《千字文》，“鬢髮皆白”。千字文不朽，使周興嗣流芳千古。

## 延伸阅读
[在维基数据编辑]
 在维基文库阅读此作者作品
 《梁書/卷49》，出自姚思廉《梁書》